# Mladé Buky
Mladé Buky är en köping i Tjeckien.   Den ligger i regionen Hradec Králové, i den nordöstra delen av landet, 110 km nordost om huvudstaden Prag. Mladé Buky ligger 486 meter över havet och antalet invånare är 2 232.
Terrängen runt Mladé Buky är kuperad norrut, men söderut är den platt.Runt Mladé Buky är det ganska tätbefolkat, med 155 invånare per kvadratkilometer. Närmaste större samhälle är Trutnov, 7,5 km sydost om Mladé Buky. I omgivningarna runt Mladé Buky växer i huvudsak blandskog.